# Lebensrettungsmedaille (Bulgarien)
Die Lebensrettungsmedaille wurde am 15. Oktober 1908 durch den bulgarischen Zar Ferdinand I. gestiftet und konnte an alle Personen verliehen werden, die unter eigener Lebensgefahr einen anderen Menschen an Land gerettet hatten.

## Stufen
Die Auszeichnung besteht aus drei Stufen:
- I. Stufe Gold
- II. Stufe Silber
- III. Stufe Bronze

## Aussehen
Die Auszeichnung ist eine runde Medaille, die an einer Zarenkrone hängt. Sie zeigt im Avers das nach rechts blickenden Brustbild des Stifters mit der Umschrift in kyrillisch Ferdinand I Zar von Bulgarien. Im Revers die dreizeilige, von einem Lorbeerkranz umschlossene Inschrift За спасяване погибающи (Für Lebensrettung). 
Nach der Thronbesteigung Boris III. 1918 wurde das Avers geändert und zeigte ab diesem Zeitpunkt das Bildnis des nun regierenden Zaren mit der entsprechenden Umschrift.

## Trageweise
Getragen wurde die Medaille an einem weißen Band mit breiten grünen Seiten- und einem schmalen roten Mittelstreifen auf der linken Brustseite.

## Sonstiges
Mit dem Ende der Monarchie 1946 in Bulgarien wurde die Verleihung der Medaille eingestellt.